# Villiers-sur-Suize
Pour les articles homonymes, voir Villiers et Suize (homonymie).
Villiers-sur-Suize est une commune française située dans le département de la Haute-Marne, en région Grand Est.

### Accès

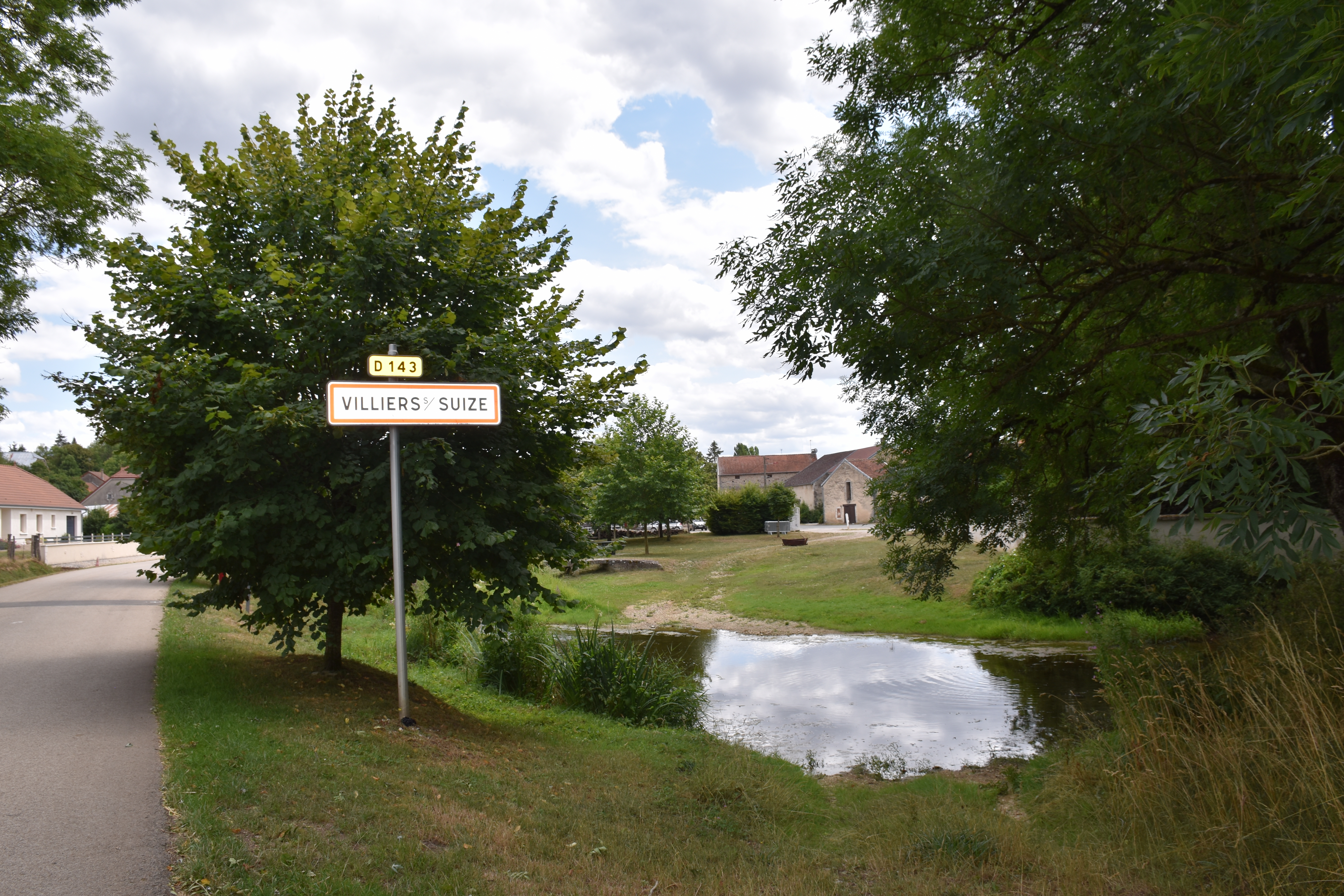
Une entrée de la commune au bord de la Suize.

## Géographie

### Communes limitrophes
|          |                    | Marnay-sur-Marne |
| Leffonds | Villiers-sur-Suize |                  |
|          | Marac              | Faverolles       |

### Hydrographie
La commune est dans la région hydrographique « la Seine de sa source au confluent de l'Oise (exclu) » au sein du bassin Seine-Normandie. Elle est drainée par la Suize, divers bras de la Suize, le ruisseau de l'Étang, le ruisseau des Sointures et le ruisseau du Pre des Saules,.
La Suize, d'une longueur de 49 km, prend sa source dans la commune de Courcelles-en-Montagne et se jette  dans la Marne à Chaumont, après avoir traversé onze communes. Les caractéristiques hydrologiques de la Suize sont données par la station hydrologique située sur la commune. Le débit moyen mensuel est de 1,04 m3/s. Le débit moyen journalier maximum est de 26,4 m3/s, atteint lors de la crue du 4 mai 2013. Le débit instantané maximal est quant à lui de 29,1 m3/s, atteint le même jour.

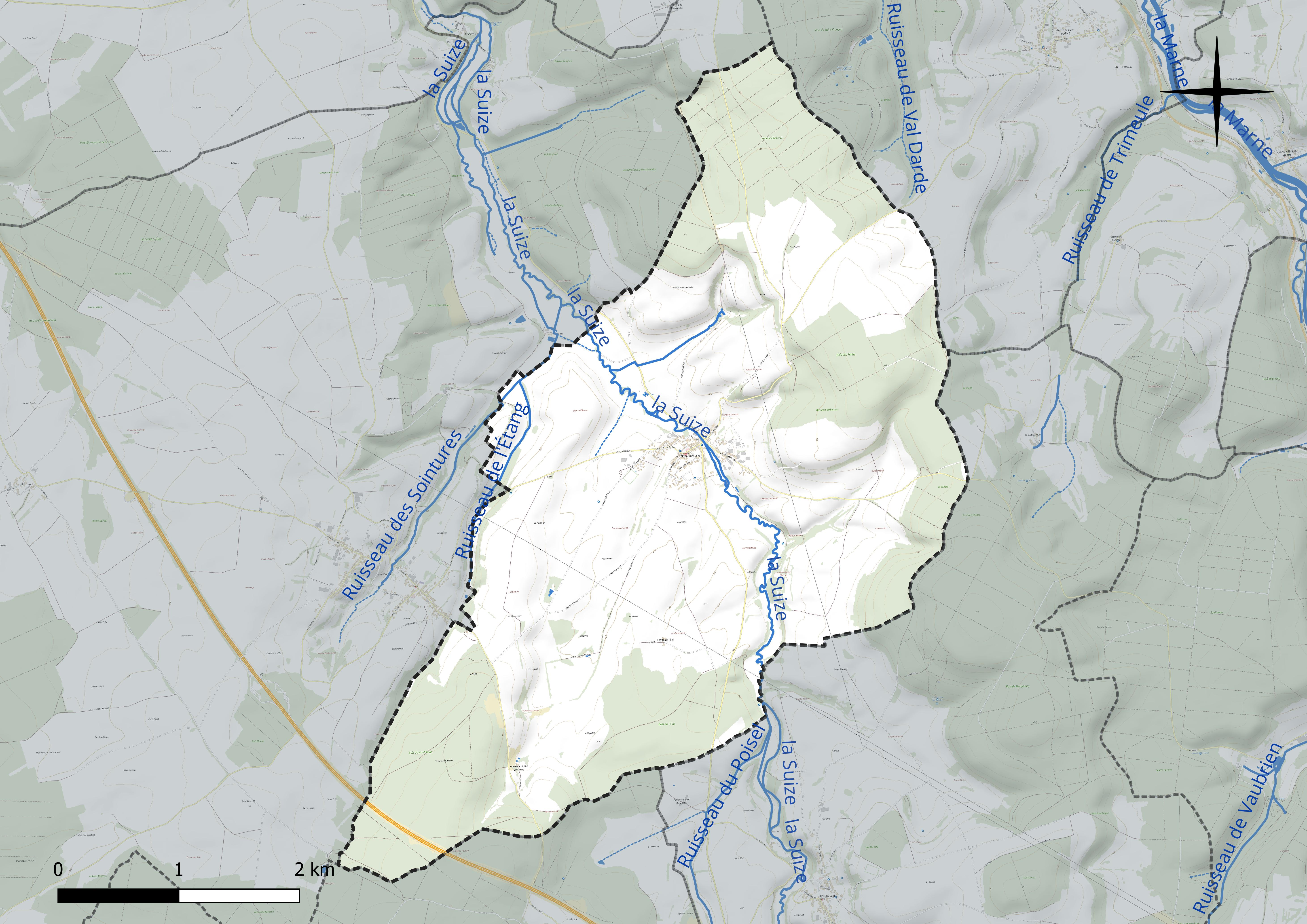
Réseau hydrographique de Villiers-sur-Suize.

### Climat
Pour des articles plus généraux, voir Climat du Grand Est et Climat de la Haute-Marne.
En 2010, le climat de la commune est de type climat des marges montargnardes, selon une étude du Centre national de la recherche scientifique s'appuyant sur une série de données couvrant la période 1971-2000. En 2020, Météo-France publie une typologie des climats de la France métropolitaine dans laquelle la commune est exposée à un climat océanique altéré et est dans la région climatique  Lorraine, plateau de Langres, Morvan, caractérisée par un hiver rude (1,5 °C), des vents modérés et des brouillards fréquents en automne et hiver. 
Pour la période 1971-2000, la température annuelle moyenne est de 9,9 °C, avec une amplitude thermique annuelle de 16,5 °C. Le cumul annuel moyen de précipitations est de 957 mm, avec 13,4 jours de précipitations en janvier et 9,2 jours en juillet. Pour la période 1991-2020, la température moyenne annuelle observée sur la station météorologique de Météo-France la plus proche, « Saint-loup-sur-aujon_sapc », sur la commune de Saint-Loup-sur-Aujon à 13 km à vol d'oiseau, est de 10,5 °C et le cumul annuel moyen de précipitations est de 918,0 mm. 
La température maximale relevée sur cette station est de 39,9 °C, atteinte le 25 juillet 2019 ; la température minimale est de −22 °C, atteinte le 20 décembre 2009,,. 
Les paramètres climatiques de la commune ont été estimés pour le milieu du siècle (2041-2070) selon différents scénarios d'émission de gaz à effet de serre à partir des nouvelles projections climatiques de référence DRIAS-2020. Ils sont consultables sur un site dédié publié par Météo-France en novembre 2022.

## Urbanisme

### Typologie
Au 1er janvier 2024, Villiers-sur-Suize est catégorisée commune rurale à habitat dispersé, selon la nouvelle grille communale de densité à sept niveaux définie par l'Insee en 2022.
Elle est située hors unité urbaine. Par ailleurs la commune fait partie de l'aire d'attraction de Chaumont, dont elle est une commune de la couronne,. Cette aire, qui regroupe 112 communes, est catégorisée dans les aires de 50 000 à moins de 200 000 habitants,.

### Occupation des sols
L'occupation des sols de la commune, telle qu'elle ressort de la base de données européenne d’occupation biophysique des sols Corine Land Cover (CLC), est marquée par l'importance des territoires agricoles (59,2 % en 2018), une proportion sensiblement équivalente à celle de 1990 (59,8 %). La répartition détaillée en 2018 est la suivante : 
forêts (38,6 %), terres arables (38,2 %), prairies (20,9 %), zones urbanisées (2,1 %), zones agricoles hétérogènes (0,1 %). L'évolution de l’occupation des sols de la commune et de ses infrastructures peut être observée sur les différentes représentations cartographiques du territoire : la carte de Cassini (XVIIIe siècle), la carte d'état-major (1820-1866) et les cartes ou photos aériennes de l'IGN pour la période actuelle (1950 à aujourd'hui).

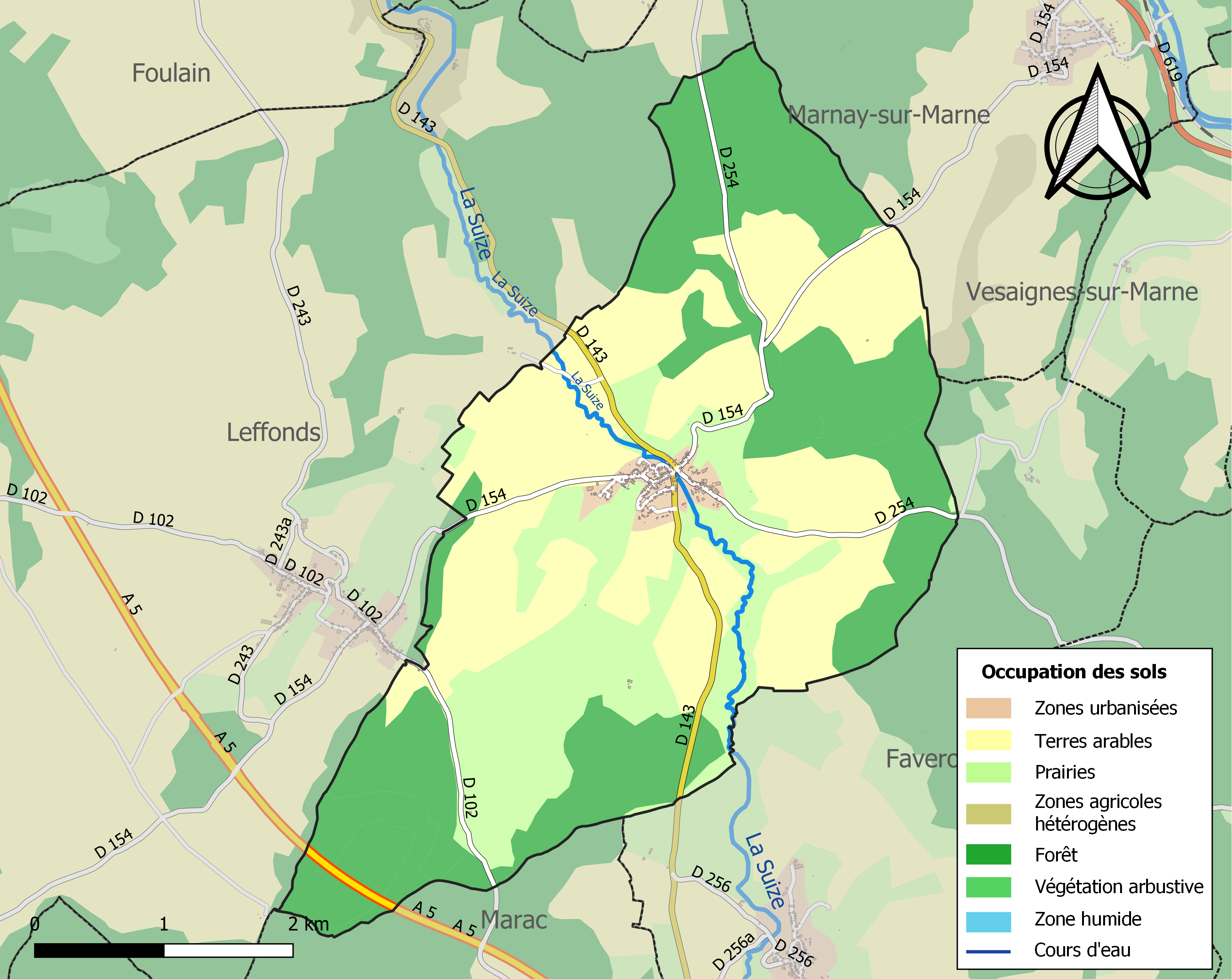
Carte des infrastructures et de l'occupation des sols de la commune en 2018 (CLC).

## Histoire
Lors du renouveau des races de cheval de trait pour le travail, la commune de Villiers-sur-Suize fut la première en Champagne-Ardenne à utiliser un trait ardennais pour les travaux légers.
Au cours des années 1840, le maire, Rémy Guot, un proche de Jean-Baptiste Boichot, dirige un groupe socialiste important, qui relie Villiers-sur-Suize et la commune voisine Luzy-sur-Marne. Les militants se réclament de Jean-Baptiste Boichot et de François-Vincent Raspail. Cependant, après qu'un envoi d'almanachs par les socialistes de Paris à destination de Rémy Guot ait été saisi en 1848, ce dernier est destitué.

## Politique et administration

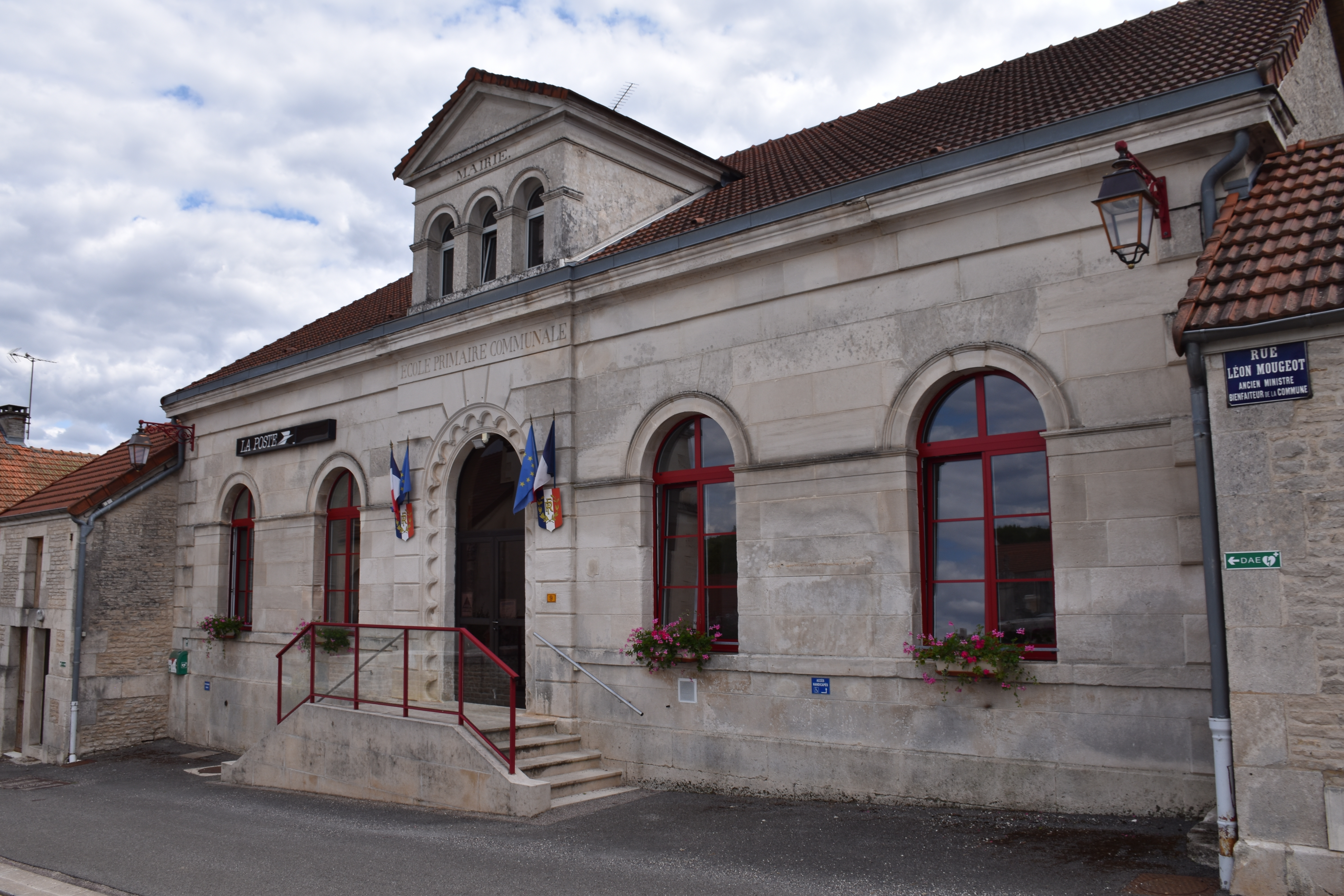
La mairie.

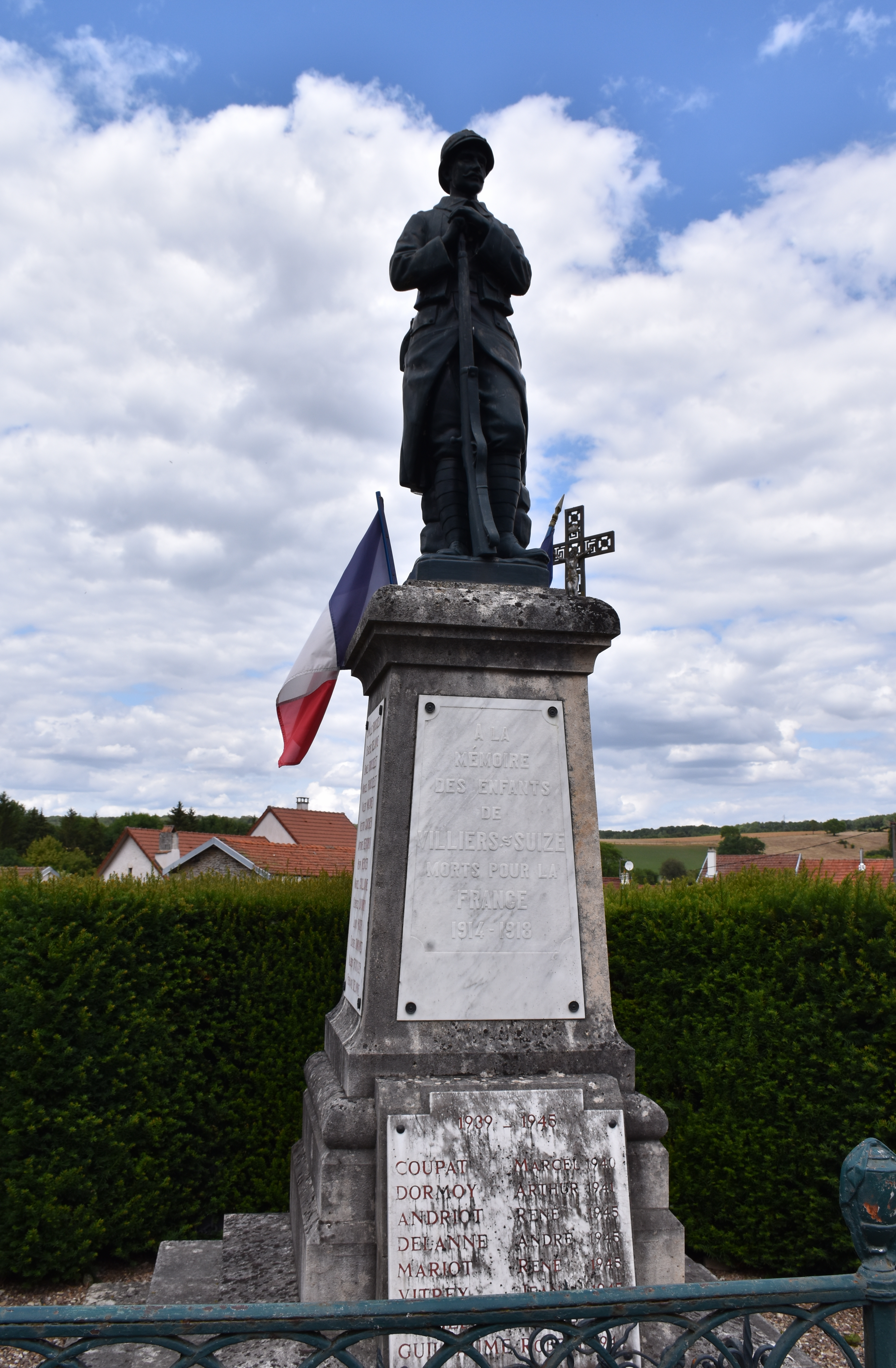
Le monument aux morts.

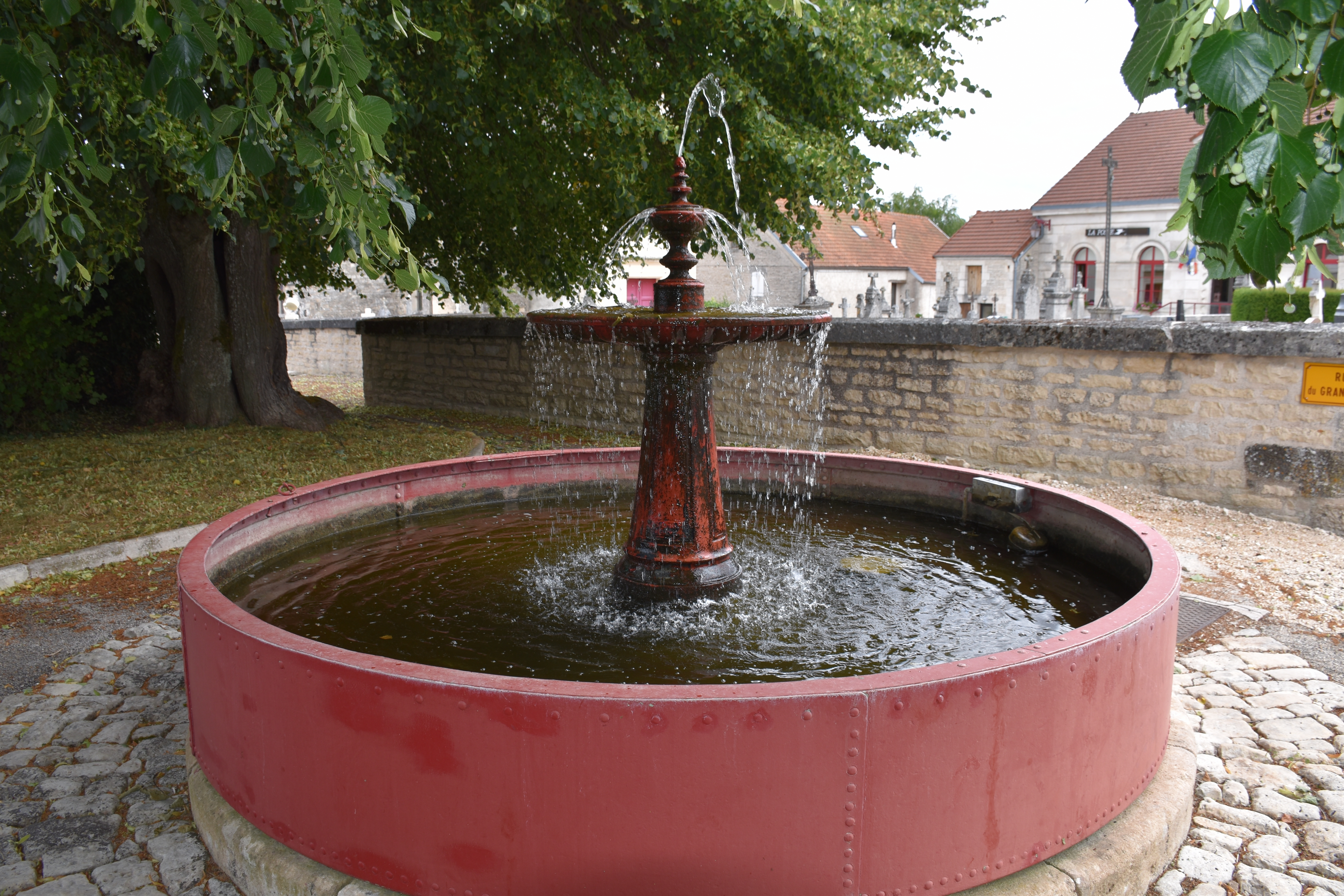
La fontaine.

| Période                                  | Période  | Identité        | Étiquette  | Qualité |
| ---------------------------------------- | -------- | --------------- | ---------- | ------- |
| ?                                        | 1848     | Rémy Guot       | Communiste |         |
| avant 1981                               | 1983     | Gilles Simon    | DVG        |         |
| 1983                                     | ?        | Henri Thomas    |            |         |
| mars 2001                                |          | Jean Vitrey     |            |         |
|                                          | En cours | Nicolle Petitot |            |         |
| Les données manquantes sont à compléter. |          |                 |            |         |

## Population et société

### Démographie

#### Évolution démographique
L'évolution du nombre d'habitants est connue à travers les recensements de la population effectués dans la commune depuis 1793. Pour les communes de moins de 10 000 habitants, une enquête de recensement portant sur toute la population est réalisée tous les cinq ans, les populations de référence des années intermédiaires étant quant à elles estimées par interpolation ou extrapolation. Pour la commune, le premier recensement exhaustif entrant dans le cadre du nouveau dispositif a été réalisé en 2007.

En 2022, la commune comptait 258 habitants, en évolution de −3,73 % par rapport à 2016 (Haute-Marne : −4,62 %, France hors Mayotte : +2,11 %).
| 1793 | 1800 | 1806 | 1821 | 1831 | 1836 | 1841 | 1846 | 1851 |
| ---- | ---- | ---- | ---- | ---- | ---- | ---- | ---- | ---- |
| 511  | 508  | 535  | 448  | 618  | 591  | 580  | 577  | 566  |

| 1856 | 1861 | 1866 | 1872 | 1876 | 1881 | 1886 | 1891 | 1896 |
| ---- | ---- | ---- | ---- | ---- | ---- | ---- | ---- | ---- |
| 511  | 501  | 504  | 463  | 428  | 431  | 428  | 410  | 358  |

| 1901 | 1906 | 1911 | 1921 | 1926 | 1931 | 1936 | 1946 | 1954 |
| ---- | ---- | ---- | ---- | ---- | ---- | ---- | ---- | ---- |
| 348  | 370  | 339  | 270  | 274  | 240  | 241  | 238  | 249  |

| 1962 | 1968 | 1975 | 1982 | 1990 | 1999 | 2006 | 2007 | 2012 |
| ---- | ---- | ---- | ---- | ---- | ---- | ---- | ---- | ---- |
| 231  | 236  | 213  | 225  | 261  | 242  | 236  | 235  | 274  |

| 2017 | 2022 | - | - | - | - | - | - | - |
| ---- | ---- | - | - | - | - | - | - | - |
| 263  | 258  | - | - | - | - | - | - | - |

## Héraldique
| Armes de | Les armes de se blasonnent ainsi : Écartelé au 1) de sinople à la fasce d'argent, maçonnée de sable, au 2) et 3) d'or au chevron renversé d'azur, accompagné en chef d'une hure de sanglier de sable et en pointe de deux truites du même, au 4) d'azur à la roue de moulin à eau d'argent, dans les ondes alésées du même. |

## Lieux et monuments

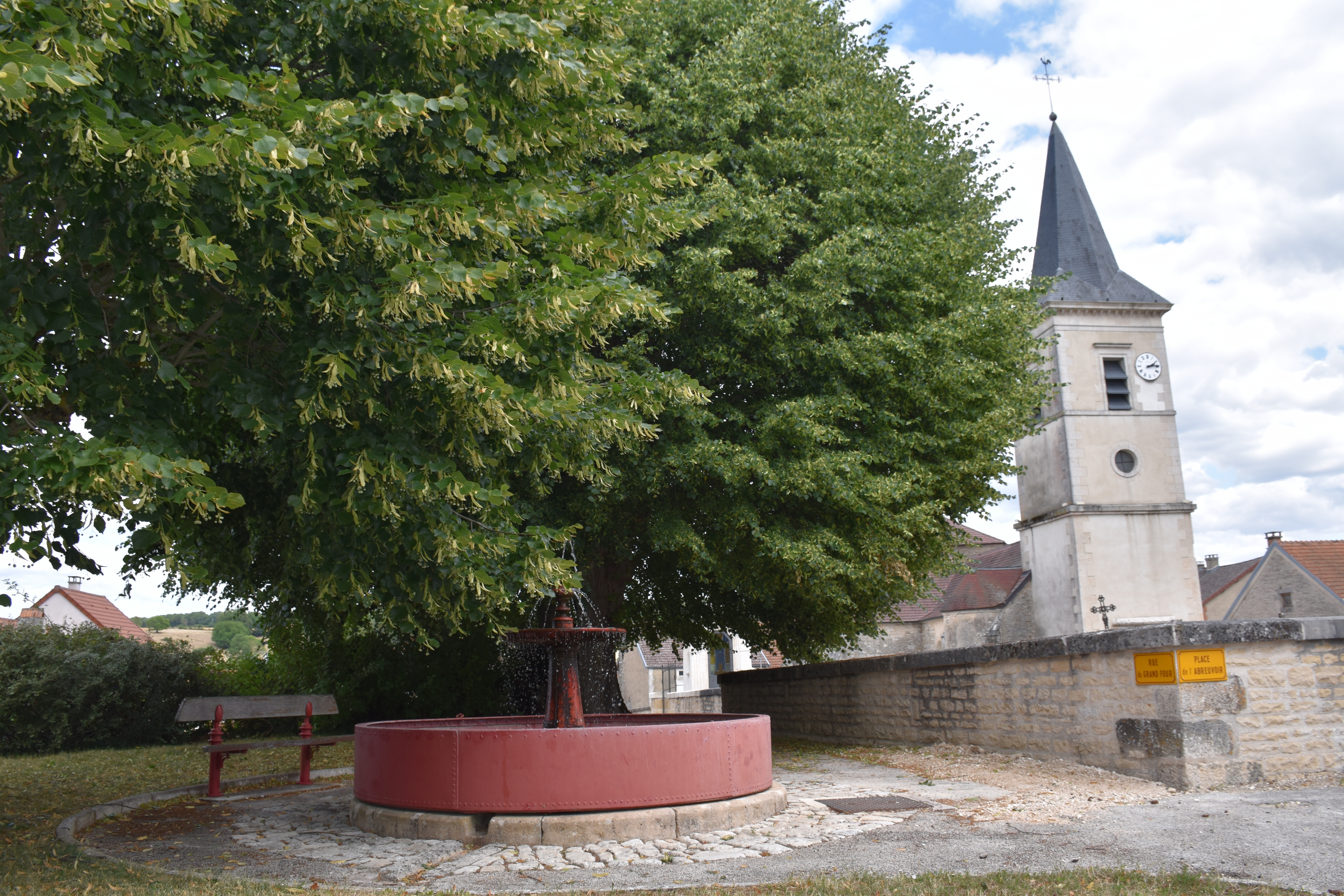
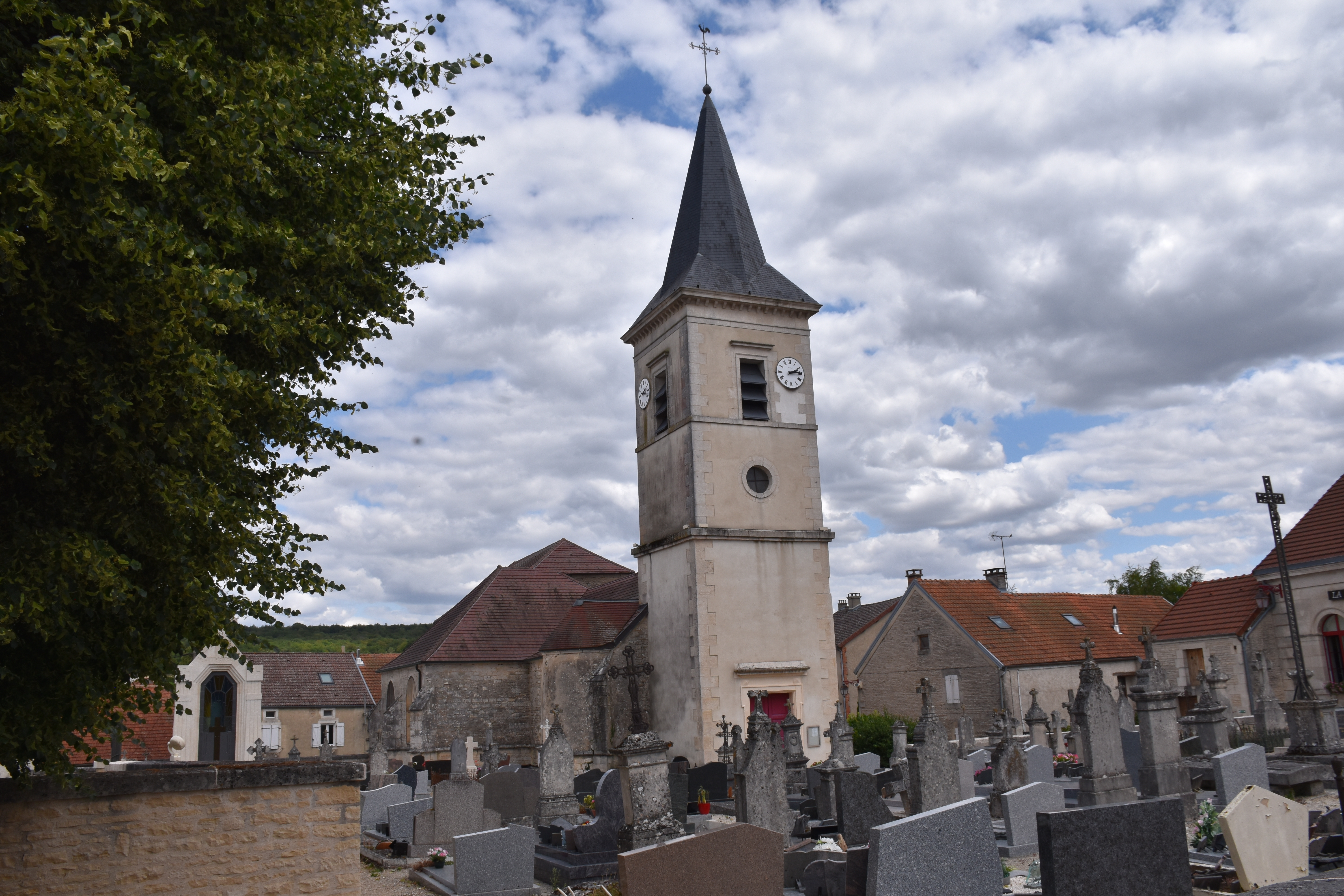
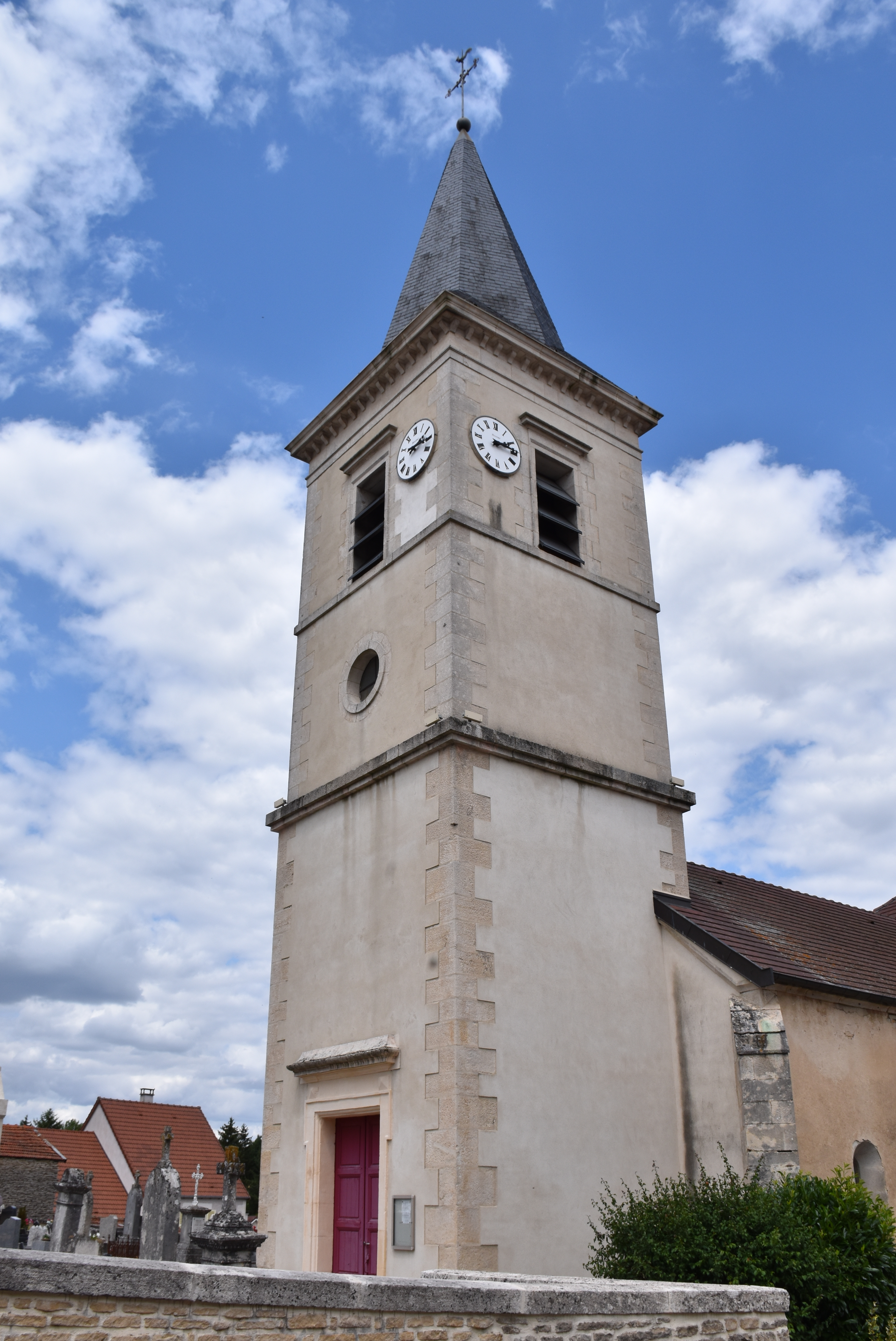
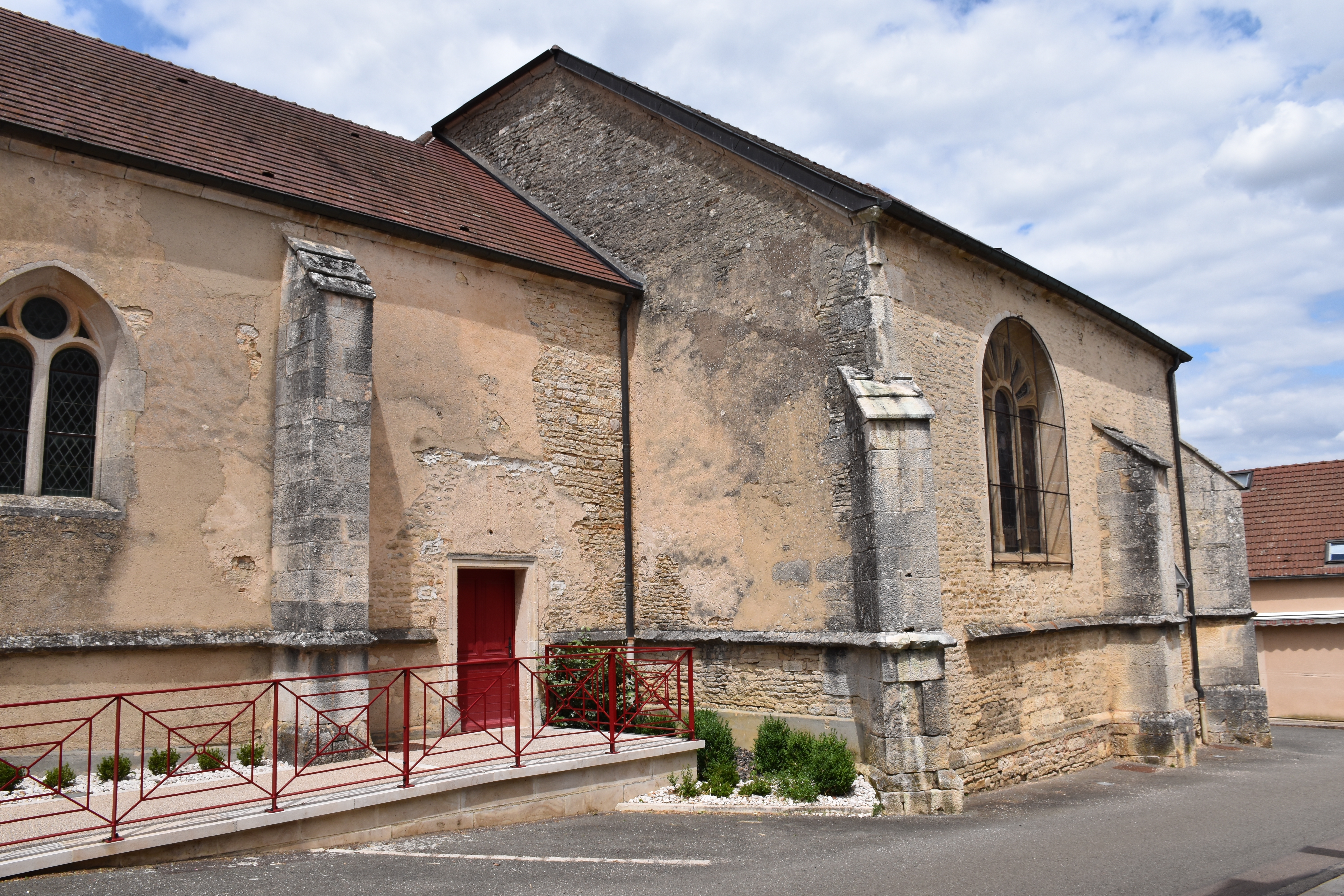
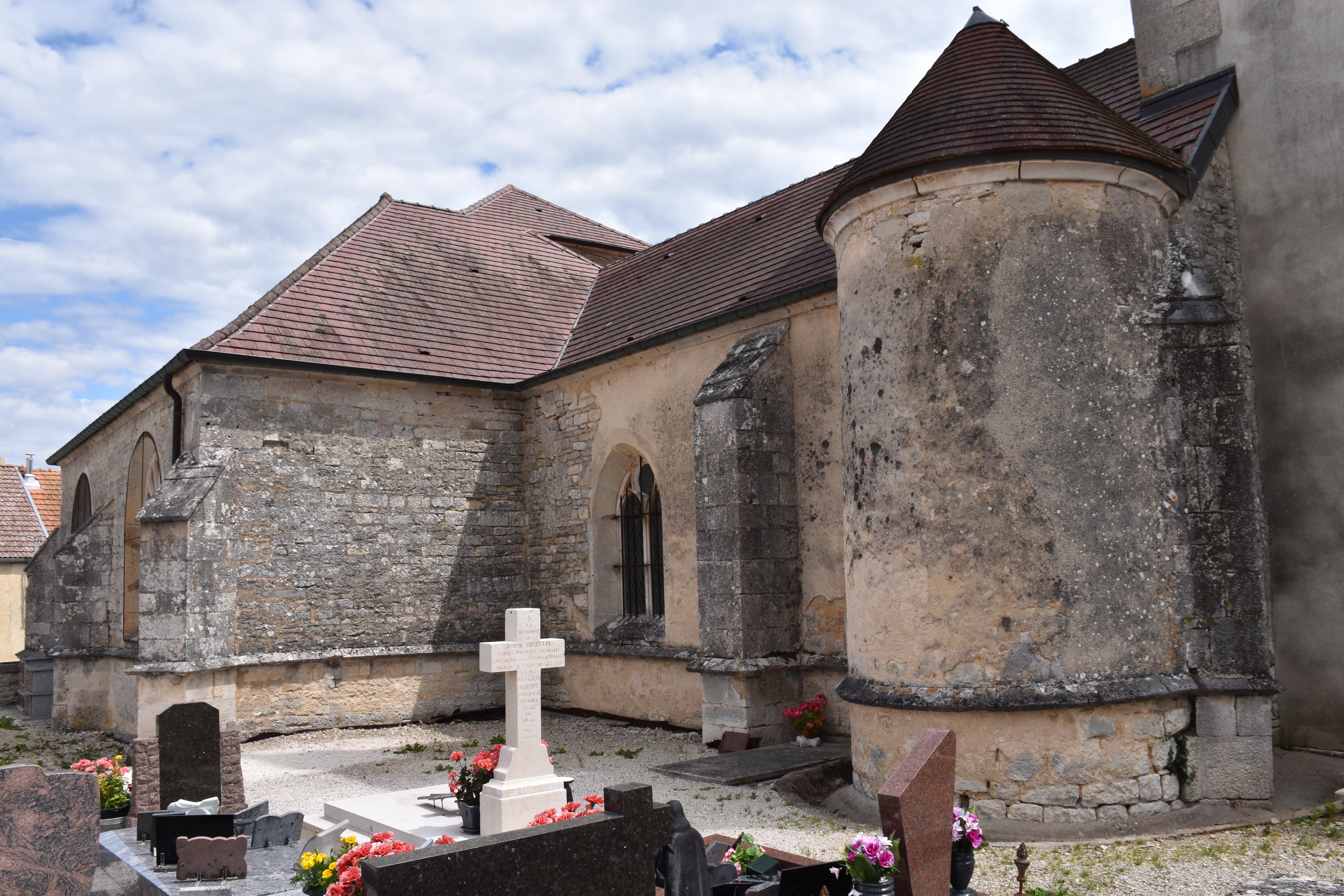
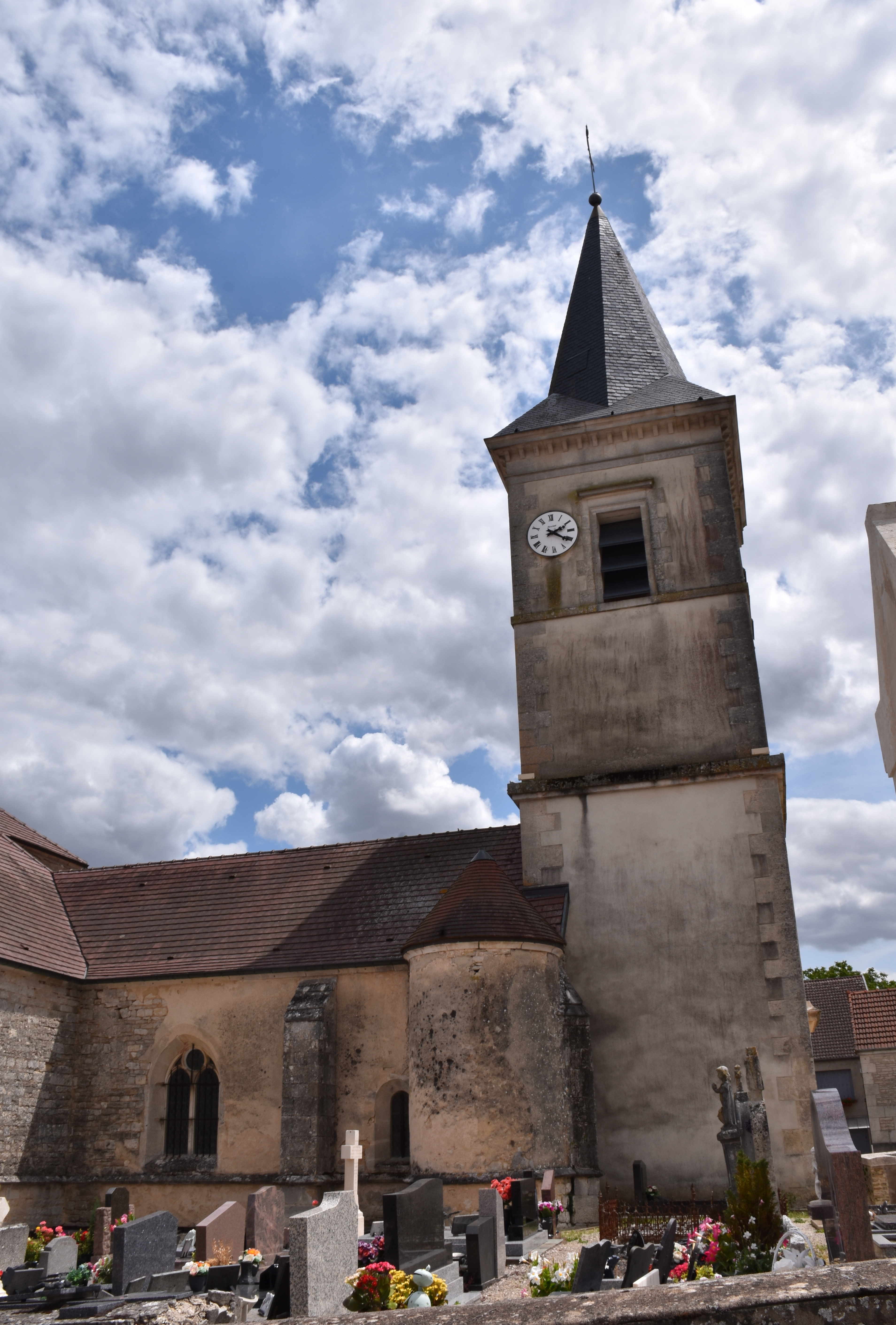

- L'église Saint-Remy

### Cartes postales anciennes

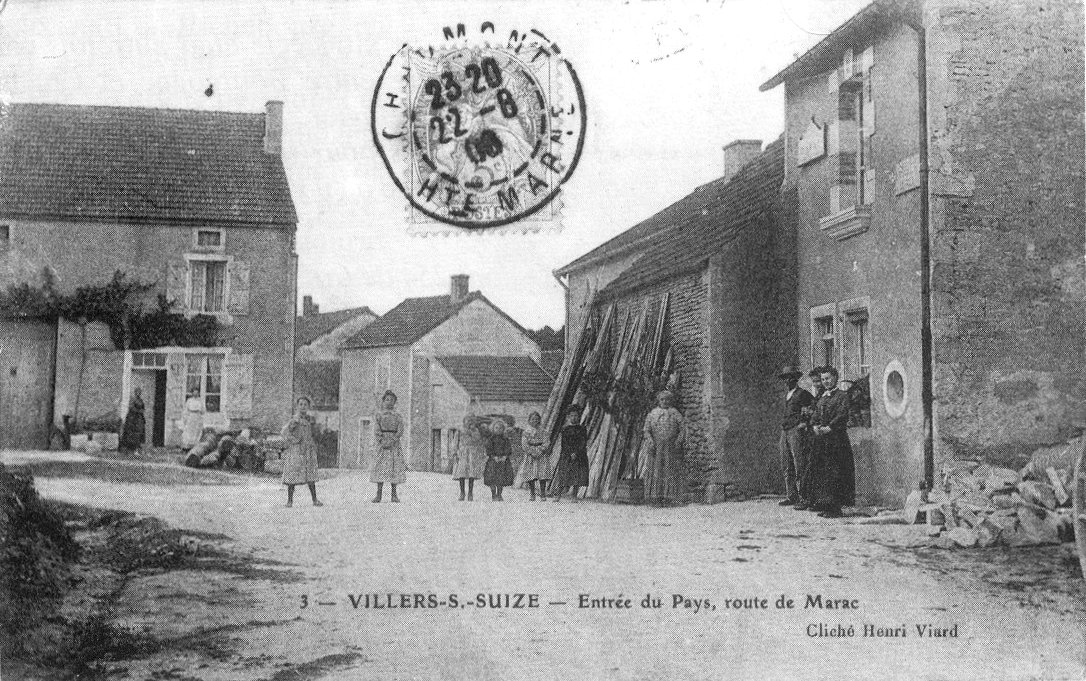
Vue du village en 1908.
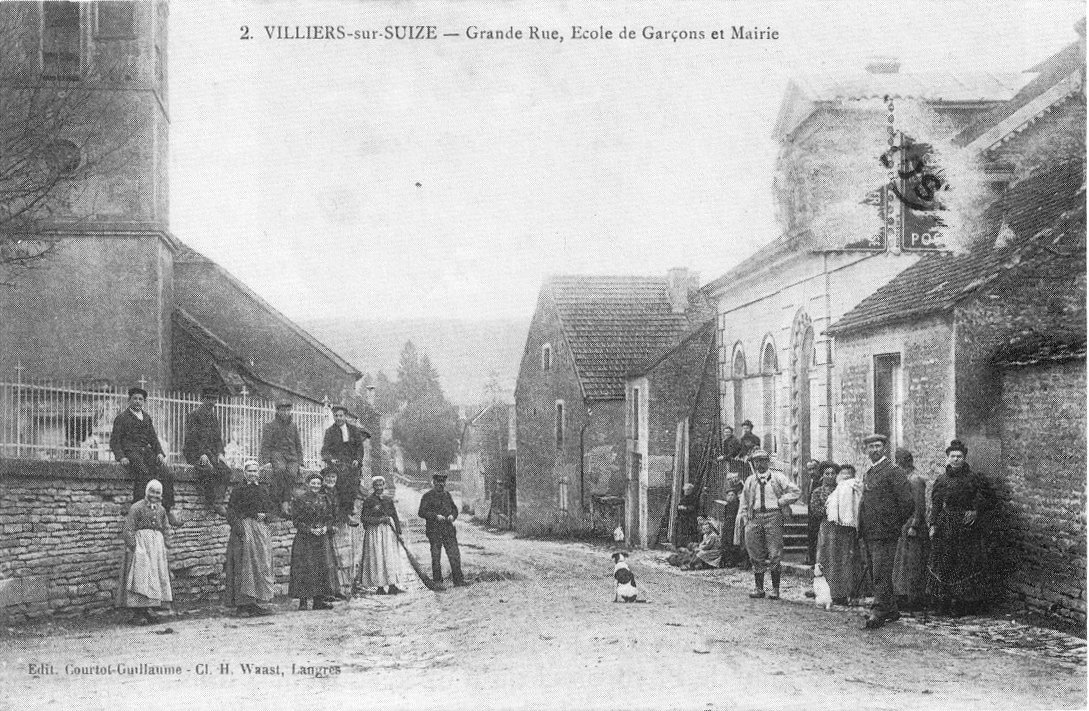
La Grande-Rue, actuelle Rue Léon Mougeot.
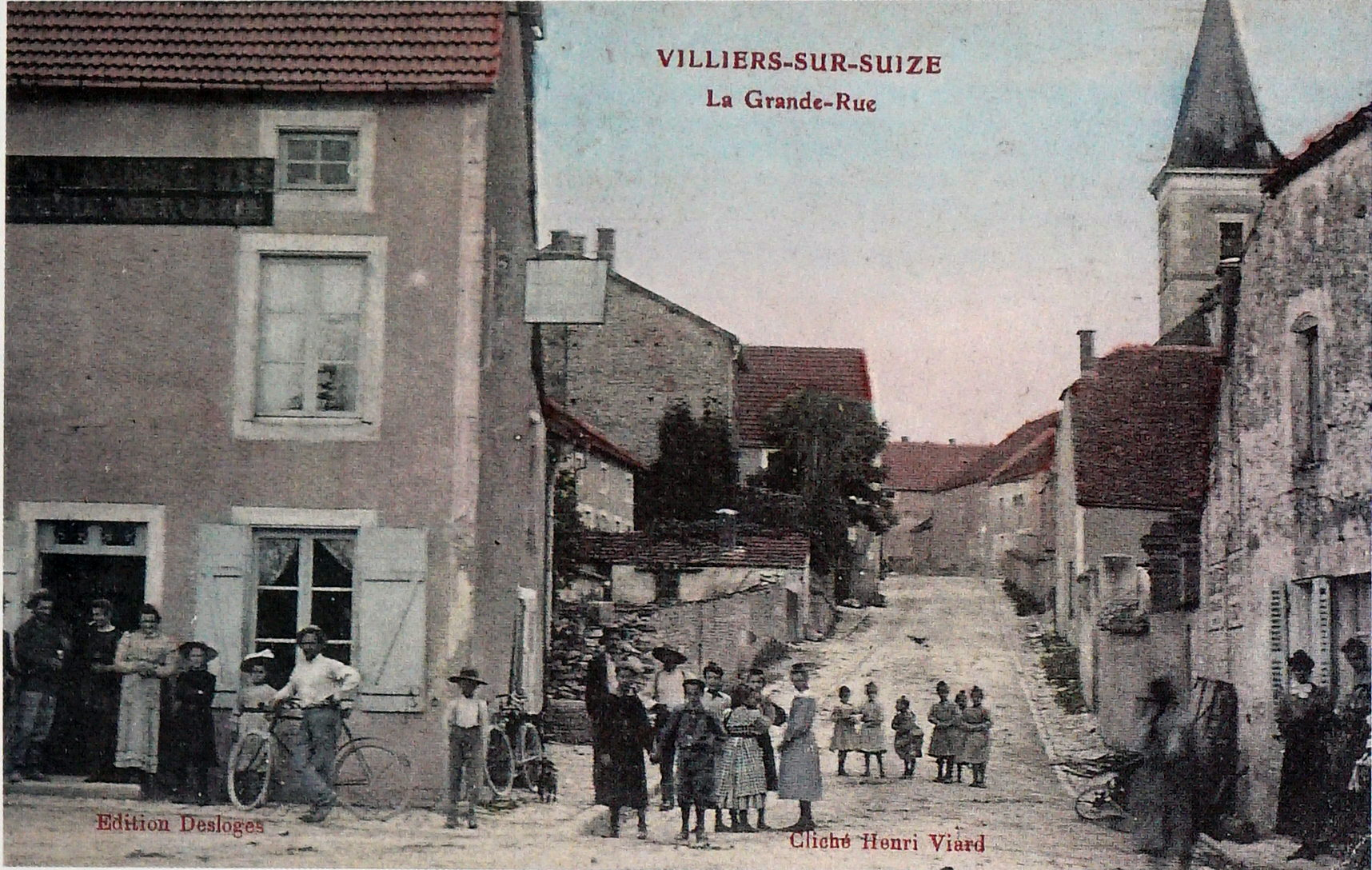
La Grande-Rue, vue du bas.
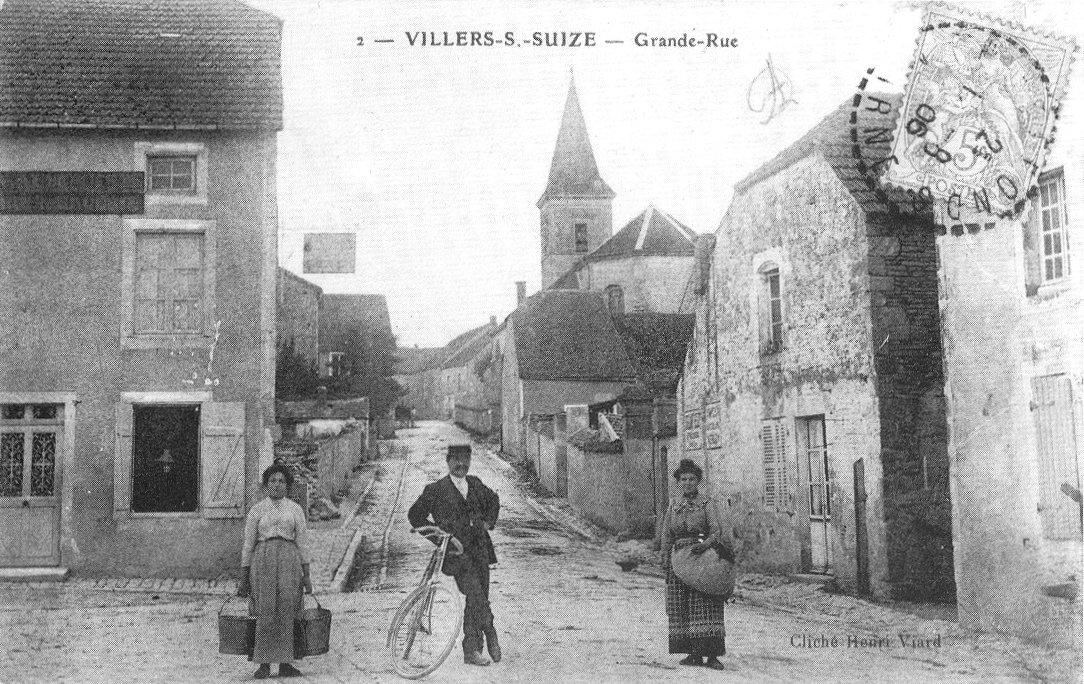
La Grande-Rue avec le garde-champêtre.
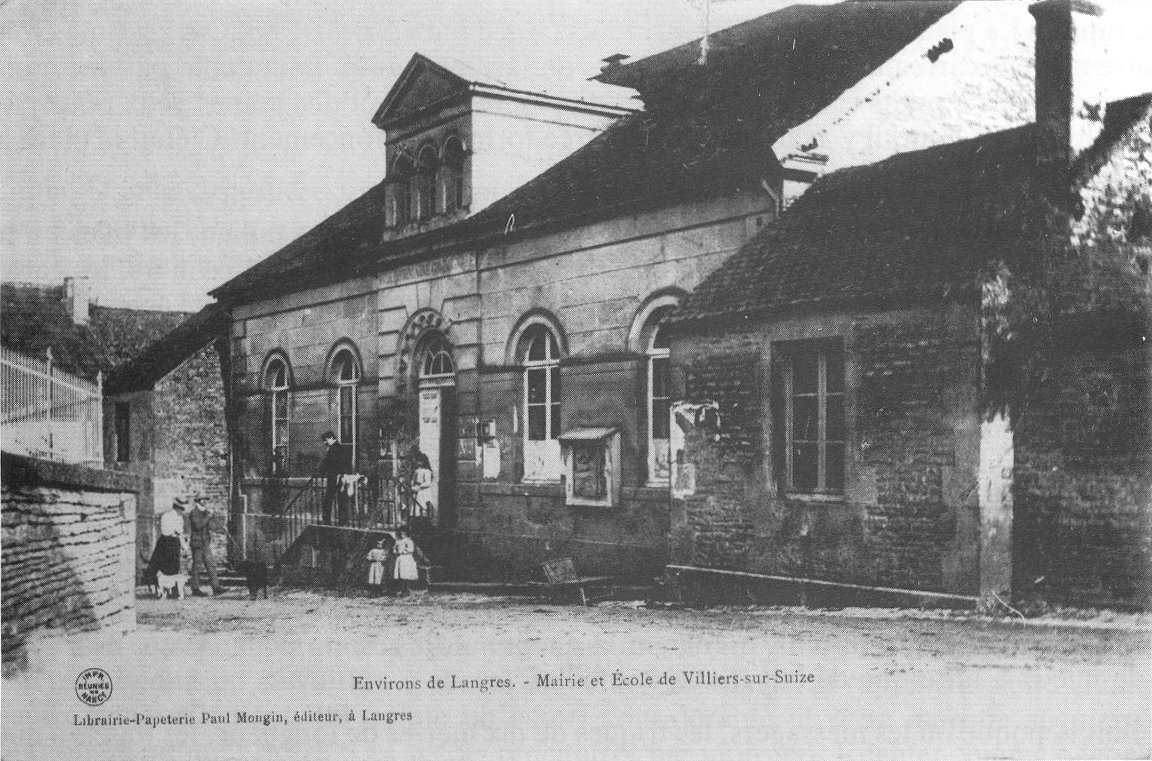
Vue de la mairie vers 1910..
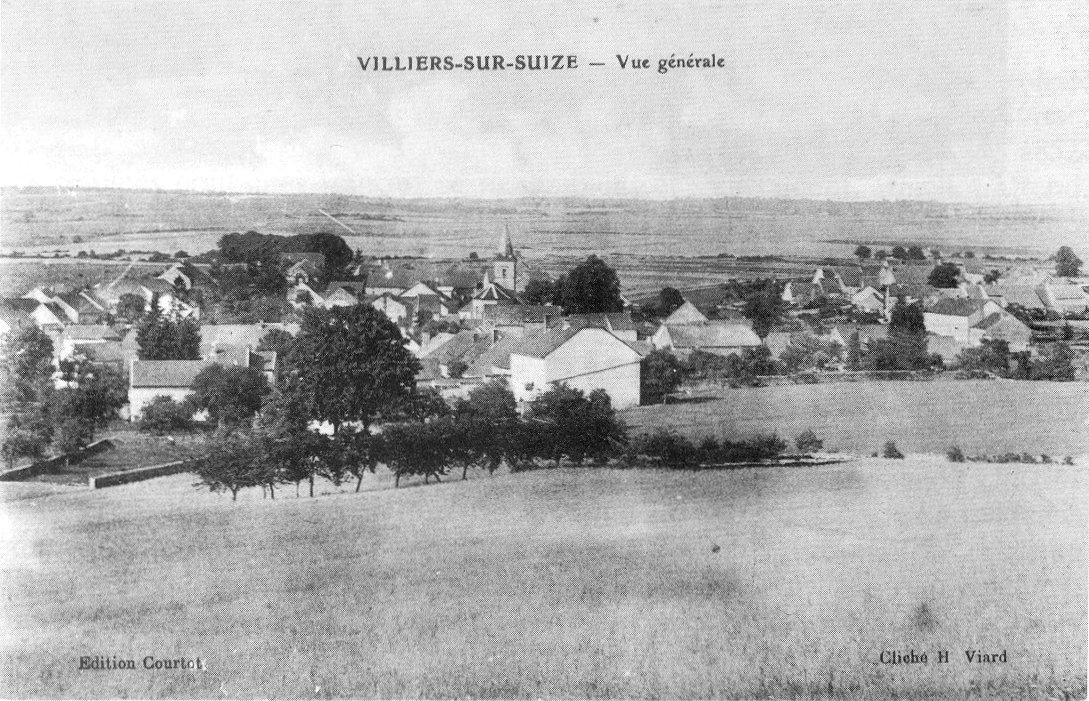
Panorama du village.

## Personnalités liées à la commune
- Jean-Baptiste Boichot (1820-1895), éphémère député élu en 1849 à Paris, est né sur la commune.
- Léon Mougeot (1857-1828), député de la Haute-Marne, ministre et président du Conseil général, décèdera au hameau de Rochevilliers.